# Батуев, Александр Сергеевич
Алекса́ндр Серге́евич Бату́ев (1935—2012) — советский и российский биолог, профессор СПбГУ, академик РАО (1995), заслуженный работник высшей школы Российской Федерации, лауреат премии имени А. А. Ухтомского (1994).

## Биография
Родился в Ленинграде 12 апреля 1935 года.
В 1957 году — окончил биолого-почвенный факультет ЛГУ, кафедра высшей нервной деятельности.
В 1959 году — окончил аспирантуру и был оставлен на кафедре в должности младшего научного сотрудника.
В 1960 году — защитил кандидатскую диссертацию, тема: «Функциональная структура двигательных актов».
С 1961 года — ассистент, а с 1964 года — доцент кафедры высшей нервной деятельности.
В 1968 году — защитил докторскую диссертацию, тема: «Функции двигательного анализатора».
С 1969 по 1973 годы — работал в Физиологическом научно-исследовательском институте имени академика А. А. Ухтомского.
В 1973 году — переходит на преподавательскую деятельность и становится профессором, заведующим кафедрой биофизики биолого-почвенного факультета, а после смерти в 1975 году своего учителя профессора Э. Ш. Айрапетьянца возглавляет кафедру высшей нервной деятельности.
В 1981 году — был назначен директором Физиологического научно-исследовательский институт имени академика А. А. Ухтомского, и возглавляет лабораторию высшей нервной деятельности Физиологического научно-исследовательского института, направляя исследования на изучение нервных и гуморальных механизмов интегративной деятельности мозга, обеспечивающих организацию целенаправленного и адаптивного поведения.
С 1991 года — избран на должность заведующего кафедрой высшей нервной деятельности биолого-почвенного факультета.
С 2004 года и до конца жизни — профессор кафедры высшей нервной деятельности и психофизиологии и руководитель лаборатории психофизиологии матери и ребёнка.
Умер 28 апреля 2012 года.

## Научная деятельность
Основные направления научных изысканий лежат в области изучения мозговых механизмов поведения.
Разработал представление об интегративной деятельности мозга, которая регулируется ассоциативными системами на основе принципов доминанты и условного рефлекса, является признанным лидером научной школы А. А. Ухтомского.
В последние двадцать лет научные интересы сконцентрированы на проблеме изучения закономерностей становления поведения и психики человека на ранних этапах онтогенеза.
В 1995 году по его инициативе в Санкт-Петербургском государственном университете был создан уникальный междисциплинарный центр «Психофизиология матери и ребёнка», решающий важнейшие фундаментальные и прикладные проблемы материнства и раннего детства, и является ассоциированным членом Российской академии образования.
Научные разработки центра изложены в пяти научно-популярных книгах для родителей, множестве научных публикаций, трех коллективных монографиях, доложены на семи международных конгрессах.
Автор более 600 научных публикаций в отечественных и зарубежных изданиях, в том числе 15 монографий, 18 учебников и учебных пособий для высшей и средней школы.
Его монография «Высшие интегративные системы мозга» в 1987 года была опубликована в США.
Под его руководством защищено 12 докторских и 58 кандидатских диссертаций.
Соавтор и редактор учебников для 9-го класса средней школы «Человек», который выдержал начиная с 1987 года девять изданий и служит базовым учебником для общеобразовательных школ России, альтернативного учебника «Человек. Основы физиологии и психологии» (1998), а также методического пособия для учителей (2008).
В 1991 г. вышел в свет учебник А. С. Батуева «Высшая нервная деятельность» для биологических, философских и психологических факультетов университетов. Учебник послужил основой для создания принципиально нового лекционного курса «Психофизиология человека», который много лет читается на факультетах биологии, социологии, психологии и философии Санкт-Петербургского государственного университета.

### Научные публикации
- Принцип конвергенции анализаторных систем. Л., 1969 (в соавторстве).
- Кортикальные механизмы интегративной деятельности мозга. Л., 1978.
- Высшие интегративные системы мозга. Л., 1981.
- Нейрофизиология коры головного мозга. Л., 1984.
- Высшие интегративные системы мозга (пер. на англ. яз. — New York, 1987).
- Высшая нервная деятельность. М., 1991 (переиздания — СПб., 2002, 2005, 2008).
- Человек: Учебник для 9-го класса средней общеобразовательной школы. М., 1987 (переиздания — 1994, 1996, 1999, 2007, 2008).
- Биосоциальная природа материнства и раннего детства. СПб., 2007 (отв. редактор).

## Награды
- Медаль «За трудовую доблесть»
- Медаль «Ветеран труда»
- Медаль «50 лет победы в Великой Отечественной войне»
- медаль имени И. П. Павлова
- Награда Международного межакадемического союза «Звезда Вернадского второй степени»
- Премия Правительства Российской Федерации в области образования (2000)
- Заслуженный работник высшей школы Российской Федерации (1992)
- Премия имени А. А. Ухтомского (совместно с Р. А. Павлыгиной, за 1994 год) — за цикл работ «Нейрофизиологические механизмы доминанты и её роль в организации поведения»
- Премия Правительства Санкт-Петербурга (1999)
- Премия Санкт-Петербургского университета за педагогическое мастерство и лучшую научную работу (1997)
- Знак «Жителю блокадного Ленинграда»
- Знак «Отличник высшей школы» и «Отличник просвещения»
- трижды был удостоен звания Соросовского профессора

Действительный член Российской академии образования и Международной академии наук высшей школы, член Нью-Йоркской академии наук, Европейской ассоциации нейронаук, Североамериканского павловского общества, Международной ассоциации нейроэтологов, Международной организации по изучению мозга при ЮНЕСКО.
Почетный профессор Санкт-Петербургского, Будапештского и Ростовского университетов, Санкт-Петербургского государственного института психологии и социальной работы.